# Союз переводчиков России
Союз переводчиков России (СПР) — общероссийская общественная организация, профессиональный союз, объединяющий специалистов в области перевода литературы всех жанров, официальной и деловой документации, судебных и синхронных переводчиков, переводчиков СМИ, а также экспертов в области лексикографии, теории и истории перевода, преподавателей перевода. Организация является постоянным членом Международной федерации переводчиков (FIT), представляя интересы переводческого сообщества России и СНГ. СПР является членом Торгово-промышленной палаты России.

## Об организации
Главные цели СПР заключаются в формировании переводческого сообщества в стране, создании региональных отделений в крупнейших культурных, промышленных, научных центрах страны, защите творческих и профессиональных интересов переводчиков, разработке проектов нормативных и законодательных актов, способствующих развитию переводческого дела в стране, а также пропаганде лучших достижений российской и мировой цивилизации.
Среди действительных и ассоциированных членов СПР — граждане России и ряда зарубежных стран, в числе которых Франция, Германия, Великобритания, Нидерланды, Италия, США, Канада, Словакия, Китай. Среди ассоциированных членов различные ассоциации переводчиков, коллективы вузов, факультетов, кафедр, переводческие фирмы и центры. В 2013 году одним из бюро переводов — ассоциированных членов СПР подписан Глобальный договор ООН, что было анонсировано на сайте СПР.
У СПР три периодических издания: журналы «Мир перевода», «Столпотворение» и «Переводчик» (Чита). Среди проектов СПР — «Московско-петербургский словарь», в середине 2005 года включавший 76 словарных статей. СПР также является организатором ежегодного конкурса молодых переводчиков Sensum de Sensu, поддержку которому оказывают региональные отделения Союза по всей России, и традиционной Летней школы переводчиков.
Под эгидой СПР прошли Международные фестивали искусств «Генуэзский маяк» (Генуя, Италия - 2016, 2017) и «Степная лира» (станица Новопокровская Краснодарский край, 2017).    
Согласно Уставу СПР, в Союзе работают следующие тематические или жанровые секции:
- переводоведение и подготовка кадров;
- научно-технический перевод и специальные словари;
- художественный перевод;
- перевод гуманитарной литературы и СМИ;
- перевод официальной и деловой документации, судебный перевод;
- синхронный перевод.

## Членство в СПР
Членами СПР могут быть как непосредственно переводчики (физические лица), так и коллективные члены (Ассоциированные члены). По состоянию на 1 февраля 2011 года Ассоциированными членами СПР является 70 учреждений. В 50 региональных отделениях СПР на начало февраля 2018 года состояло около 1300 переводчиков. 
Физические лица могут быть:
- Действительными членами;
- Кандидатами в члены.

## Руководство
Президент СПР — Ольга Юрьевна Иванова, научный руководитель Института гуманитарных технологий Российского нового университета (РосНОУ).
В Научно-методический совет СПР входят теоретики перевода и педагоги, профессора и переводчики из разных регионов.